# Phyle herbuloti
Phyle herbuloti là một loài bướm đêm trong họ Geometridae.